# Włodzimierz Król
Włodzimierz Król (ur.  5 lipca 1968 w Łodzi) – polski hokeista.
Zawodnik grający na pozycji obrońcy. Wychowanek ŁKS Łódź, w którym grał do 1991 roku, kiedy to zlikwidowano sekcję hokeja na lodzie w tym klubie.
Uczestnik mistrzostw świata juniorów w 1987 i 1988.